# Марк Лензі
Марк Лензі (англ. Mark Lenzi, 4 липня 1968 — 9 квітня 2012) — американський стрибун у воду.
Олімпійський чемпіон 1992 року, медаліст 1996 року.
Медаліст Чемпіонату світу з водних видів спорту 1991 року.
Переможець Панамериканських ігор 1991 року.